# جيري كابلان
جيري كابلان (بالإنجليزية: Jerry Kaplan) هو عالم حاسوب أمريكي، ولد في 25 مارس 1952 في وايت بلينس في الولايات المتحدة.